# Opuntia monacantha
Espèce
Classification phylogénétique
Synonymes
- Cactus monacanthos Willd.
- Opuntia lemaireana Console ex F.A.C. Weber
- Cactus monacantha
- Opuntia arechavaletae
- Opuntia vulgaris
- Platyopuntia brunneogemmia
- Opuntia brunneogemmia

Statut de conservation UICN

 LC  : Préoccupation mineure
Statut CITES
Opuntia monacantha est une espèce de plantes dicotylédones de la famille des Cactaceae, originaire d'Amérique du Sud. Ce sont des arbustes succulents et épineux, pouvant atteindre 5 mètres de haut, formés de cladodes (« raquettes ») obovales à oblongs lancéolés. Les fruits sont comestibles mais n'ont pas de valeur commerciale.

## Répartition
Opuntia monacantha est une espèce endémique en Argentine, Brésil, Paraguay, Uruguay et naturalisée en Australie et en Afrique du Sud où elle est considérée comme une plante envahissante.

## Habitats
Son habitat naturel est les forêts subtropicales ou tropicales humides de basse altitude et les rivages sablonneux.

## Description
C'est un arbuste de 2 à 3 mètres de haut aux fleurs jaunes.

## Utilisation
Son fruit est comestible. Plante ornementale.

## Taxonomie
L'espèce a été officiellement décrite en 1812 par le botaniste Adrian Haworth in Succulentarum Synopsis Plantarum. Le nom de Opuntia vulgaris, synonyme d’Opuntia ficus-indica a été appliqué à tort à cette espèce en Australie.

## Galerie

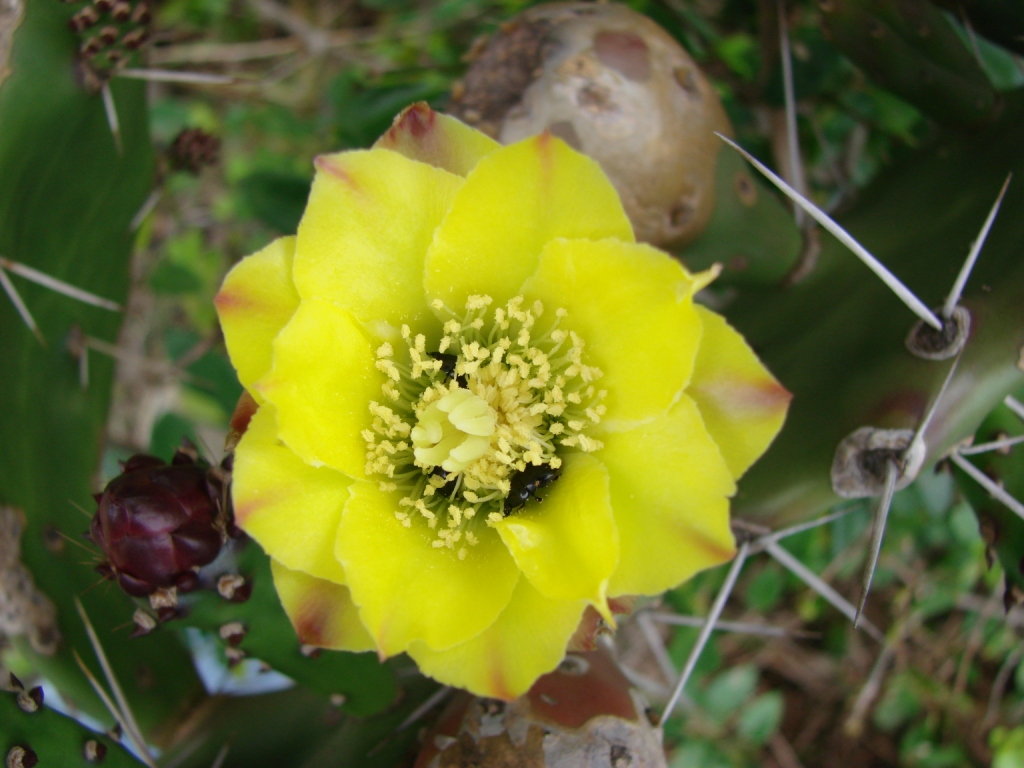
Fleur
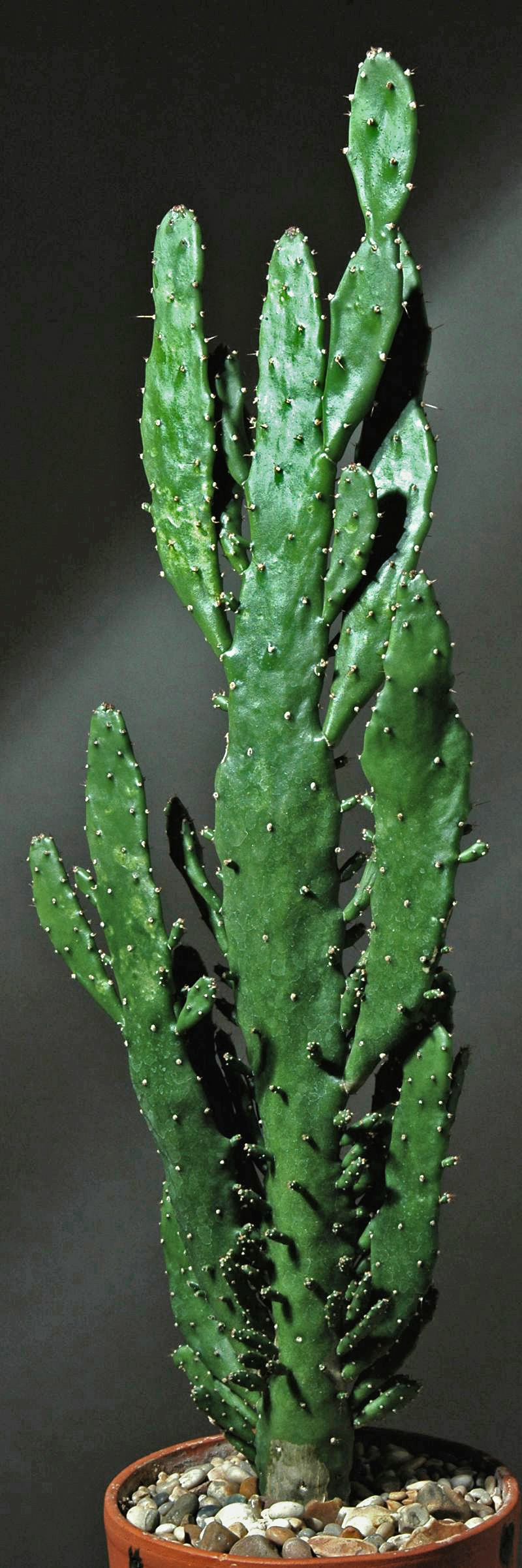
Plante ornementale en pot
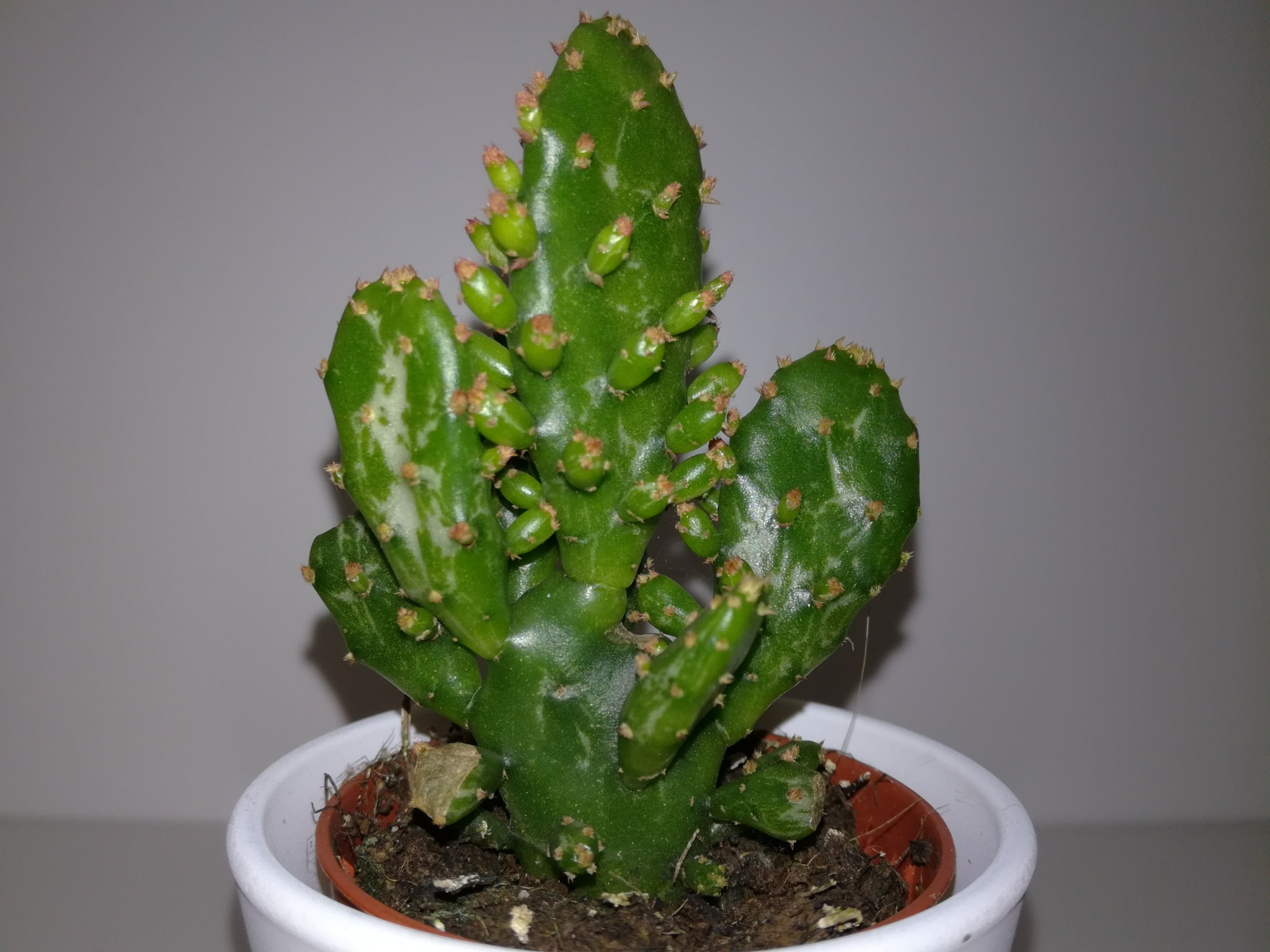